# تشيومارا
تشيومارا (القرن الثاني قبل الميلاد)، امرأة نبيلة من منطقة غلاطية وزوجة أورجاغون زعيم قبيلة تكتوساجي وهي إحدى قبائل غلاطية الثلاث خلال حرب غلاطية مع روما عام 189 قبل الميلاد.
خلال هذه الحرب انتصر جناوس مانليوس فولسو [الإنجليزية] على الغلاطيين في بلاد الغال، وكلف أحد قادة المئة بمسؤولية حراسة مجموعة من الأسرى، كانت (تشيومارا) التي توصف بأنها امرأة ذات جمال استثنائي من ضمن الأسرى، حاول جناوس معاشرتها جنسيًا وعندما رفضت كل محاولاته اغتصبها. شعر جناوس بالعار من فعلته فأرسل إليها رسالة بواسطة أحد عبيدها الذي كان أسيرًا أيضًا يعرض عليها أن يعيدها إلى قبيلتها مقابل فدية.
وصل أفراد من قبيلتها إلى المكان المحدد يحملون الفدية، وبينما كان قائد المئة يعد الذهب، أشارت إليهم تشيومارا بإيماءة ليقوموا بقطع رأسه وفقًا للمؤرخ بلوطرخس، بينما ذكر المؤرخان ليفي وفاليريوم ماكسيموس [الإنجليزية] أن تشيومارا تحدثت مع أفراد قبيلتها بلغتهم الخاصة. ثم حملت تشيومارا رأس جناوس إلى منزلها ملفوفًا بثيابها وألقته عند قدمي زوجها قائلة: إن الرجل الوحيد الذي كان على علاقة حميمة معي هو من سيبقى على قيد الحياة.
يقال إن المؤرخ اليوناني بوليبيوس التقى بها في سارديس وقد تأثر بحسها وذكائها الجيد. ذُكر اسم تشيومارا في (دي موليريبوس كلاريس) وهي مجموعة من سير ذاتية لنساء تاريخيات وأسطوريات كتبها المؤلف الفلورنسي جيوفاني بوكاتشيو في عام 1361-1362، وتعتبر المجموعة الأولى المكرسة حصريًا لسير النساء في الأدب الغربي.